# Urcos
Urcos est une ville du Pérou, capitale de la province de Quispicanchi.

## Géographie
Elle est située à près de 3 150 m d'altitude.